# 桜井幸子
桜井 幸子（さくらい さちこ、1973年（昭和48年）12月20日 - ）は、日本の元女優・アイドル・歌手・司会者。千葉県山武郡大網白里町（現・大網白里市）出身。2009年（平成21年）12月31日に芸能界を引退した。

## 来歴
1988年、サンスターアクアフレッシュのCMオーディションでグランプリを受賞したのをきっかけに芸能界入り。審査員長は作詞家の森浩美で合格者はビクター音楽産業（現：ビクターエンタテインメント〈二代目〉）からデビュー予定であった。同CMで芸能界デビューを果たし、1989年、テレビドラマ『スワンの涙』で女優デビュー。同期に当時ビッグアップルに所属していた高橋由美子がいる。
1990年には、CBS・ソニー（現：ソニー・ミュージックレーベルズ）よりアイドル歌手活動も行っていたが、その後は女優に専念。映画『おあずけ』で主演した他、『ウッチャンナンチャンのやるならやらねば!』ではバラエティー番組のコントに挑戦した。
1992年、NHK連続テレビ小説『おんなは度胸』でヒロインを務める。翌1993年には、テレビドラマ『高校教師』で、真田広之演じる主人公と恋に落ちる女子高生・二宮繭役を演じ、一躍人気女優となる。野島伸司が脚本を執筆したテレビドラマの常連となり、1994年の『人間・失格〜たとえばぼくが死んだら』、1995年の『未成年』と野島三部作すべてに出演した。以後も1997年の連続ドラマ『友達の恋人』、2009年の連続ドラマ『コンカツ・リカツ』などに主演している。
2003年2月20日に、音楽プロデューサーの田中聡と結婚するが、2006年4月27日に離婚。
2009年12月28日、所属事務所の公式サイト上において、2009年限りでの芸能界引退を突如（報道記事より）表明。

## 人物
1男4女（兄が1人、妹が3人）の長女として生まれ、千葉県松戸市育ち。堀越高等学校卒業。堀越高校時代の同級生には高橋由美子、佐藤アツヒロ・赤坂晃（元 光GENJI）、稲垣吾郎（元 SMAP）、夏川りみがおり、高橋は同期でライバル同士だった。
所属していた事務所は、サンミュージックを経て、オフィスニグンニイバ。
妹の桜井貴子は『家なき子』劇場版に出演したことがある。

## 出演
※太字は主演

### テレビドラマ
- 青春オーロラ・スピン スワンの涙（1989年、フジテレビ） - 中村景子 役
- 木曜劇場 / パパ!かっこつかないゼ（1990年、フジテレビ） - 福島里香 役
- NHK子どもパビリオン / ひかるサケ（1990年、NHK総合）
- 木曜ゴールデンドラマ / バラ色の日々に（1990年、よみうりテレビ）
- 水曜グランドロマン / たったひとりの卒業式（1991年、日本テレビ）
- ルージュの伝言 / 月夜のロケット花火（1991年、TBS） - 主演
- 水の記憶 MEMORY OF WATER（1991年、TBS） - 主演・高杉まゆら 役
- 月曜ドラマスペシャル / 霊感商法株式会社（1991年、TBS） - 主演
- ペプシドラマスペシャル / 葡萄が目にしみる（1991年、フジテレビ） - 中山今日子 役
- 新十津川物語（NHK総合） - 中崎ゆきの 役
  - 明治編（1991年）
  - 大正編（1992年）
- 世にも奇妙な物語（フジテレビ）
  - 第2シリーズ「ボールペン」（1991年） - 主演・安永良子 役
  - SMAPの特別編「僕は旅をする」（2001年） - 田代ひとみ 役
  - '03春の特別編「影の国」（2003年） - 主演・若桜恵 役
  - '03秋の特別編「影が重なる時」（2003年） ‐ 南川由里 役
- 連続テレビ小説（NHK総合）
  - おんなは度胸（1992年） - 主演・花村（山代）裕子 役
  - 天うらら（1998年） - 天野（高山）和美 役
  - こころ（2003年） - 村上由姫子 役
- 高校教師（1993年、TBS） - 主演・二宮繭 役
- 人間・失格〜たとえばぼくが死んだら（1994年、TBS） - 森田千尋 役
- この世の果て（1994年、フジテレビ） - 砂田なな 役
- 未成年（1995年、TBS） - 新村萌香 役
- いつかまた逢える（1995年、フジテレビ） - 城崎つゆ美 役
- ドラマ特別企画 / 塀の中の少女たち 女子少年院24時・初めて愛を知りました…（1996年、TBS） - 主演
- カネボウヒューマンスペシャル / 三人姉妹（1997年、日本テレビ）
- 友達の恋人（1997年、TBS） - 主演・里美真子 役
- 学校の挑戦（1998年、朝日放送） - 主演
- 世紀末の詩 第7話（1998年、日本テレビ） - 石田真紀子 役
- 怒る男 わらう女（1999年、NHK総合）
- ラビリンス（1999年、日本テレビ） - 倉沢さつき 役
- フードファイト 第4話（2000年、日本テレビ） - 藤代雪子 役
  - フードファイト 香港死闘編（2001年、日本テレビ）
- HERO 第5話（2001年、フジテレビ） - 川原朝美 役
- レッツ・ゴー!永田町（2001年、日本テレビ） - 稲山静恵 役
- サイコドクター 第7話（2002年、日本テレビ） - 大森襟子 役
- 量刑（2002年、NHK BS2・総合）
- Dr.コトー診療所 第3話（2003年、フジテレビ） - 坂野ゆかり 役
- ひと夏のパパへ（2003年、TBS） - 井上麻美 役
- 世界の中心で、愛をさけぶ（2004年、TBS） - 小林明希 役
- ラストクリスマス（2004年、フジテレビ） - 白河仁美 役 ※特別出演
- あいくるしい（2005年、TBS） - 南雲夕子 役
- 熟年離婚（2005年、テレビ朝日） - 水谷聡美 役
- 月曜ミステリー劇場 / 運のない女 最期の誕生日（2005年、TBS）
- 新春ドキュメンタリードラマ / 告白（2006年、日本テレビ） - 主演・曽我ひとみ 役
- Dr.コトー診療所2006（2006年、フジテレビ）- 坂野ゆかり 役
- 大河ドラマ / 風林火山（2007年、NHK総合） - 禰々 役
- マラソン（2007年、TBS） - 岡村さなえ 役
- 佐々木夫妻の仁義なき戦い（2008年、TBS） - 吉田紗枝 役
- ありがとう!チャンピイ〜日本初の盲導犬誕生物語（2008年、フジテレビ） - 塩屋和子 役
- 徳川風雲録 八代将軍吉宗（2008年、テレビ東京）- 月光院 役
- コンカツ・リカツ（2009年、NHK総合） - 主演・町田七海 役
- 夏うたドラマSP 幸せの贈り物（2009年、TBS） - 三国香世子 役

### 映画
- おあずけ（1990年） - 主演・岡本七重 役
- 釣りバカ日誌イレブン（1999年） - 磯村志乃 役
- Quartet カルテット（2001年） - 坂口智子 役
- ピーナッツ（2006年） - 宮島百合子 役
- 俺は、君のためにこそ死ににいく（2007年） - 坂東寿子 役
- ラブファイト（2008年） - 順子 役
- 252 生存者あり（2008年） - 篠原由美 役
- ウルルの森の物語（2009年） - 工藤夏子 役

### バラエティ番組
- ドリフ大爆笑 #133 （1990年10月23日、フジテレビ）「〜気になる天気〜Weather Forecast Part1」 - アナウンサー 役
- ウッチャンナンチャンのやるならやらねば!（1990年 - 1993年、フジテレビ）
- 笑っていいとも!（1993年11月10日・2001年1月18日、フジテレビ）
- ワーズワースの冒険 第111話「ディズニーを100倍楽しむ〜ミッキーマウスの故郷〜」（1996年7月21日、フジテレビ）
- SMAP×SMAP (1997年12月8日・12月15日・1998年4月20日・4月27日・2001年11月5日、フジテレビ）
- スーパークイズスペシャル（1999年3月18日、日本テレビ） - ラビリンスチームとして出場
- 恋のから騒ぎ（2002年11月23日、日本テレビ）
- 雲と波と少年と（2003年、日本テレビ） - 司会
- 世界がもし100人の村だったら（2006年、フジテレビ）
- スタジオパークからこんにちは（2009年4月9日、NHK総合）

### 紀行番組
- エプソンスペシャル 地球の歩き方〜クロアチアからの旅（2007年9月16日、テレビ朝日）
- 桜井幸子のニュージーランドスタイル〜楽園が教えてくれた幸せな暮らし方〜（2007年11月11日、BS日テレ）
- 地球街道（2008年7月19日、26日、テレビ東京） - 旅人

### CM
- サンスター「アクアフレッシュ」（1989年）
- 島津製作所（1989年）
- 江崎グリコ（1989年 - 1992年）
  - 「シャンテ」、「パナップ」、「ロールコーン」、「ニューアイスの実」（1989年 ）
  - 「ジャイアントコーン」（1991年）
  - 「アーモンドチョコ」（1992年）※ 原田龍二と共演
- 旭化成「サランラップ」（1990年 - 1993年頃）※ 最初期に佐久間良子と共演
- 旺文社「ハイトップ」（1990年）
- ボシュロム（1991年）
- オリンパス「オリンパスμ」（1991年）
- 東芝「ファクシミリ miro」(1991年)
- 中村（浴衣）（1992年）
- 東芝「ダイナブック」（1993年）
- カネボウホームプロダクツ（1993年）
  - 「プリマール・クリア洗顔フォーム」、「マイルドコート・リンスインシャンプー、トリートメントパック」
- 国際デジタル通信（現 IDCフロンティア）（1993年）[6]
- 三菱石油（現 ENEOS）（1994年）
- メルシャン「ピーチツリーフィズ」（1994年）
- きもののやまと（1994年）
- ブルボン（1995年 - 1996年）
  - 「ビタミンC2200」、「エリーゼ」、「ピックルEX」（1995年）
  - 「ハイショコラ」、「ファイントリュフ」（1996年）
- アラクス「ノーシン&ノーシンホワイト」（1996年）
- 日産自動車「セフィーロ」（1996年）※ 村田雄浩と共演
- 大塚化学「ボンカレー・グー」（1996年）※ 松岡修造と共演
- 花王「地肌クレンジングシャンプー Pur（ピュール）」（1999年）
- 味の素ゼネラルフーヅ（現 味の素AGF）「AGFギフト」（2000年 - 2004年）
- ライフカード「カードの切り方が人生だ～ マドンナ篇」（2006年）※ オダギリジョー、バナナマンと共演[7]
- ワーナーミュージック・ジャパン「R35 Sweet J-Ballads」（2007年）
- ツインリンクもてぎ、20世紀フォックス、読売新聞「Friend-Ship Project 第4弾」（2008年）※ 大森南朋と共演

## 音楽

### シングル
| 発売日           | 規格             | 規格品番         | オリコン 最高位  | No.              | タイトル           | 作詞             | 作曲              | 編曲             |
| CBS/SONY RECORDS | CBS/SONY RECORDS | CBS/SONY RECORDS | CBS/SONY RECORDS | CBS/SONY RECORDS | CBS/SONY RECORDS   | CBS/SONY RECORDS | CBS/SONY RECORDS  | CBS/SONY RECORDS |
| ---------------- | ---------------- | ---------------- | ---------------- | ---------------- | ------------------ | ---------------- | ----------------- | ---------------- |
| 1990年9月1日     | 8cmCD            | CSDL-3149        | 54位             | 1                | ともだちでいようよ | 森浩美           | 中西圭三 小西貴雄 | 松本晃彦         |
| 1990年9月1日     | 8cmCD            | CSDL-3149        | 54位             | 2                | 素顔になれば       | 森浩美           | 中西圭三 小西貴雄 | 松本晃彦         |
| 1991年3月1日     | 8cmCD            | CSDL-3231        | 54位             | 1                | 瞳はイノセント     | 松尾由紀夫       | 松浦雅也          | 松浦雅也         |
| 1991年3月1日     | 8cmCD            | CSDL-3231        | 54位             | 2                | 恋していたい       | 森浩美           | 多々納好夫        | 茂村泰彦         |

### アルバム
| 発売日           | 規格             | 規格品番         | オリコン 最高位  | アルバム |
| CBS/SONY RECORDS | CBS/SONY RECORDS | CBS/SONY RECORDS | CBS/SONY RECORDS | CBS/SONY RECORDS |
| ---------------- | ---------------- | ---------------- | ---------------- | --- |
| 1991年3月21日    | CD               | CSCL-1679        | 72位             | PRELUDE※ 初回限定写真集付。 1. 輝いていようよ - 作詞：森浩美、作曲：中西圭三・小西貴雄、編曲：松本晃彦 2. 笑顔の奇跡 - 作詞：西脇唯、作曲：多々納好夫、編曲：茂村泰彦 3. 君にとどかない - 作詞：朝水彼方、作曲：中西圭三・小西貴雄、編曲：山本健司 4. 隣にいるから - 作詞：森浩美、作曲：前田克樹、編曲：山本健司 5. ともだちでいようよ 6. 天使の落書 - 作詞・作曲：新居昭乃、編曲：松浦雅也・安部王子 7. 瞳はイノセント 8. Fly to the Moon - 作詞：松尾由紀夫、作曲：保刈久明、編曲：松浦雅也 9. Peppermint Light - 作詞・作曲・編曲：松浦雅也 10. 未来へきっとつづく夏 - 作詞：西脇唯、作曲：安岡孝章、編曲：茂村泰彦 |
| 1994年3月9日     | CD               | SRCL-2842        | 85位             | Best Selection 1. ともだちでいようよ 2. 君にとどかない 3. 瞳はイノセント 4. 天使の落書 5. 恋していたい 6. 素顔になれば |

## 受賞歴
1993年
- 第3回TV LIFE年間ドラマ大賞 主演女優賞（『高校教師』）[8]

1994年
- 第2回ザテレビジョンドラマアカデミー賞 助演女優賞（『人間・失格〜たとえばぼくが死んだら』）[9]
- 第4回TV LIFE年間ドラマ大賞 助演女優賞（『この世の果て』『人間・失格〜たとえばぼくが死んだら』）[10]

## 写真集
- I'm alone with you ふたりぼっち（1991年3月10日、ワニブックス） ISBN 4847021746